# Брохув (Мазовецьке воєводство)
Брохув (пол. Brochów) — село в Польщі, у гміні Брохув Сохачевського повіту Мазовецького воєводства.
Населення — 476 осіб (2011).

## Демографія
Демографічна структура станом на 31 березня 2011 року:
|          | Загалом | Допрацездатний вік | Працездатний вік | Постпрацездатний вік |
| -------- | ------- | ------------------ | ---------------- | -------------------- |
| Чоловіки | 236     | 48                 | 160              | 28                   |
| Жінки    | 240     | 45                 | 141              | 54                   |
| Разом    | 476     | 93                 | 301              | 82                   |